# Distretto di Guichi
Il distretto di Guichi (贵池区S, Guìchí QūP) è un distretto della Cina, situato nella provincia dell'Anhui.